# Salix lasiolepis
Salix lasiolepis là một loài thực vật có hoa trong họ Liễu. Loài này được Benth. miêu tả khoa học đầu tiên năm 1857.

## Hình ảnh

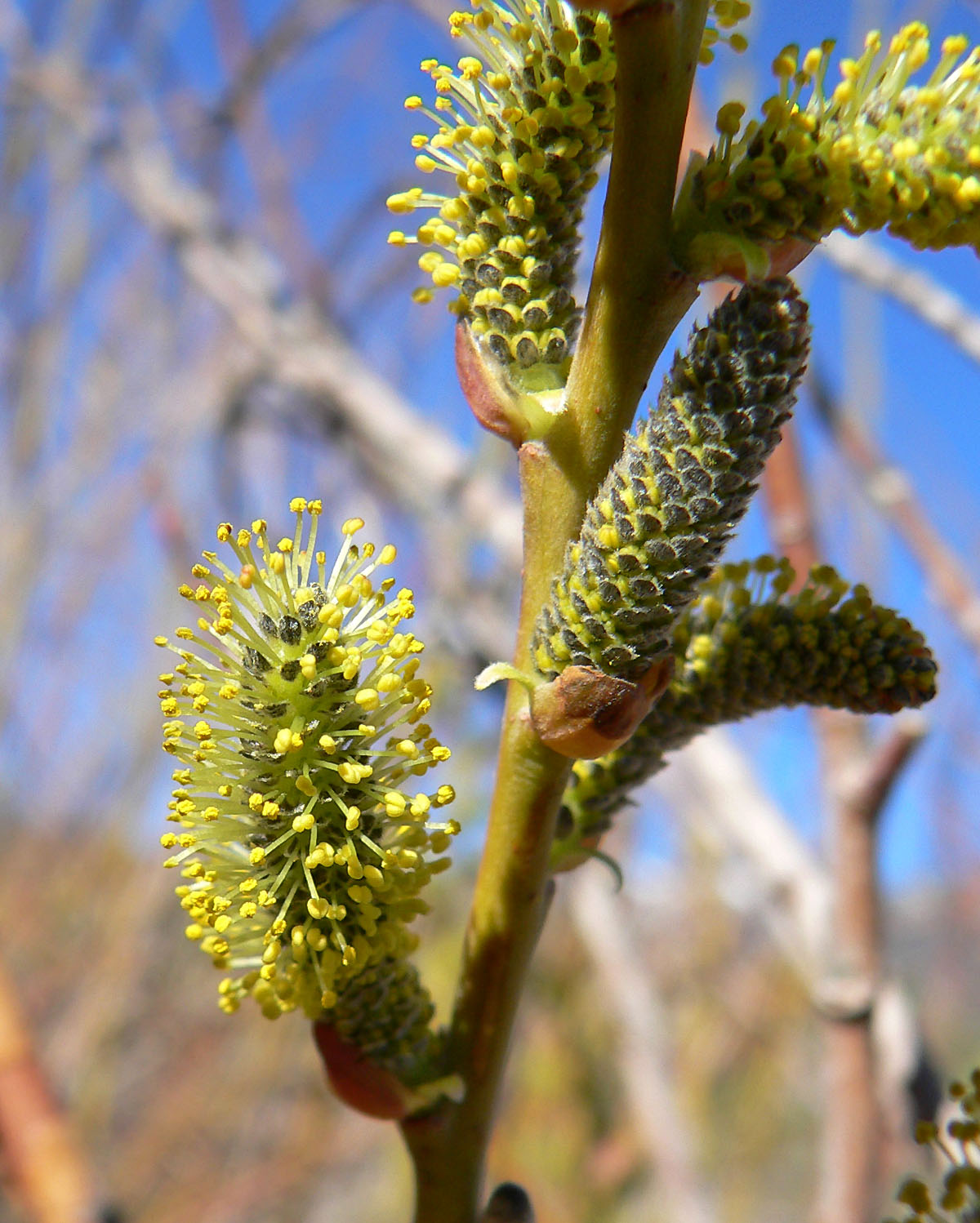
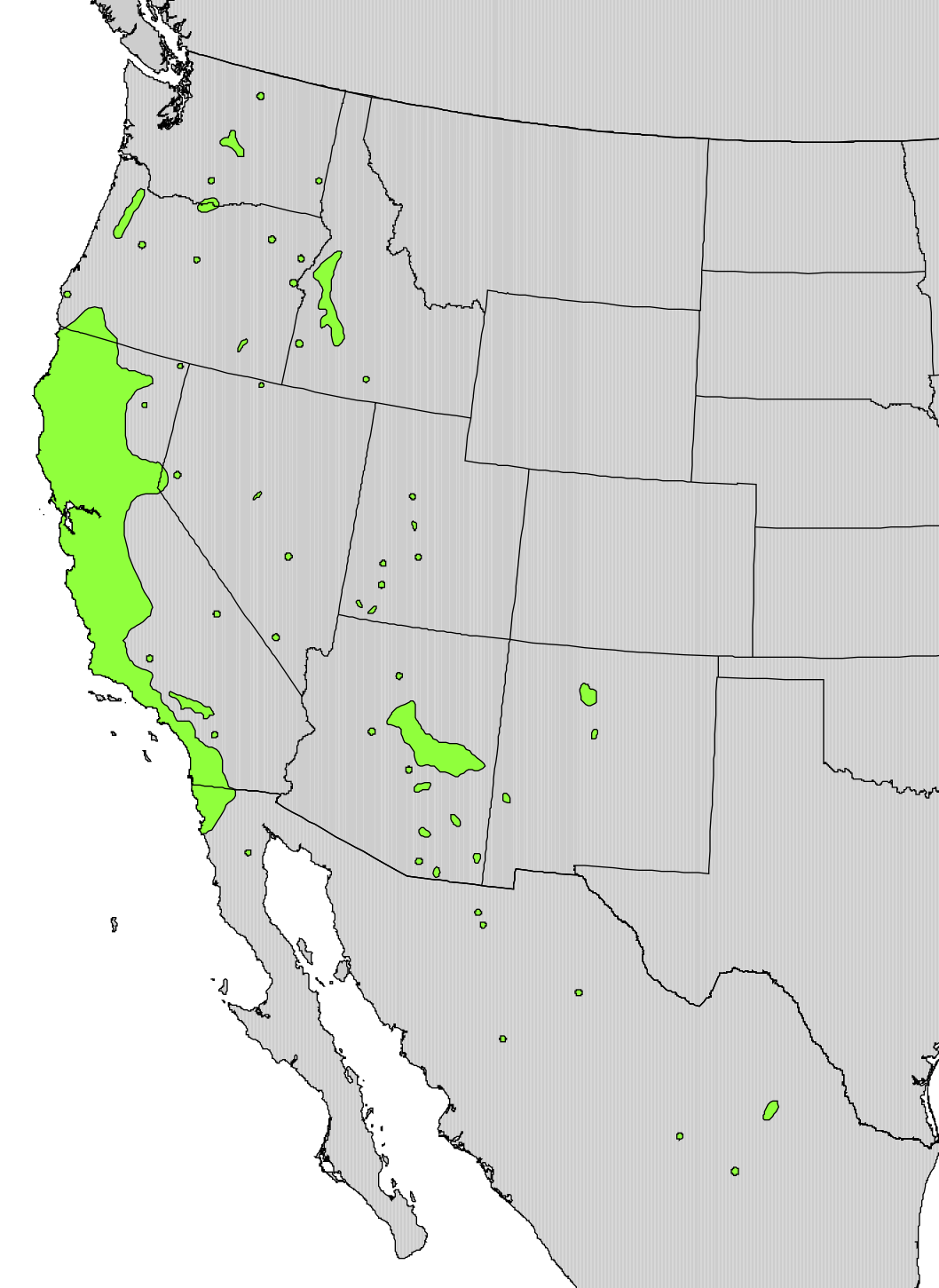
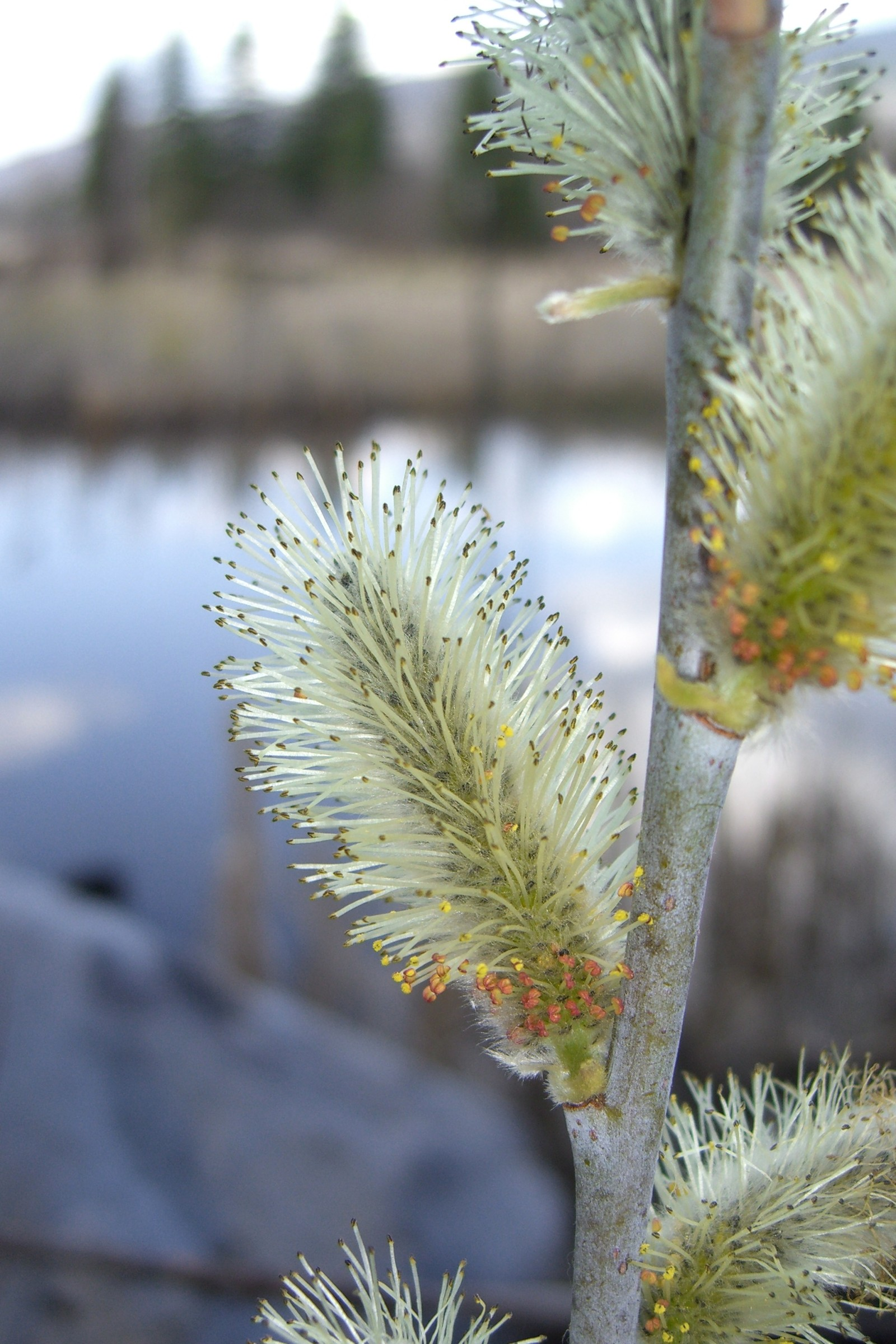
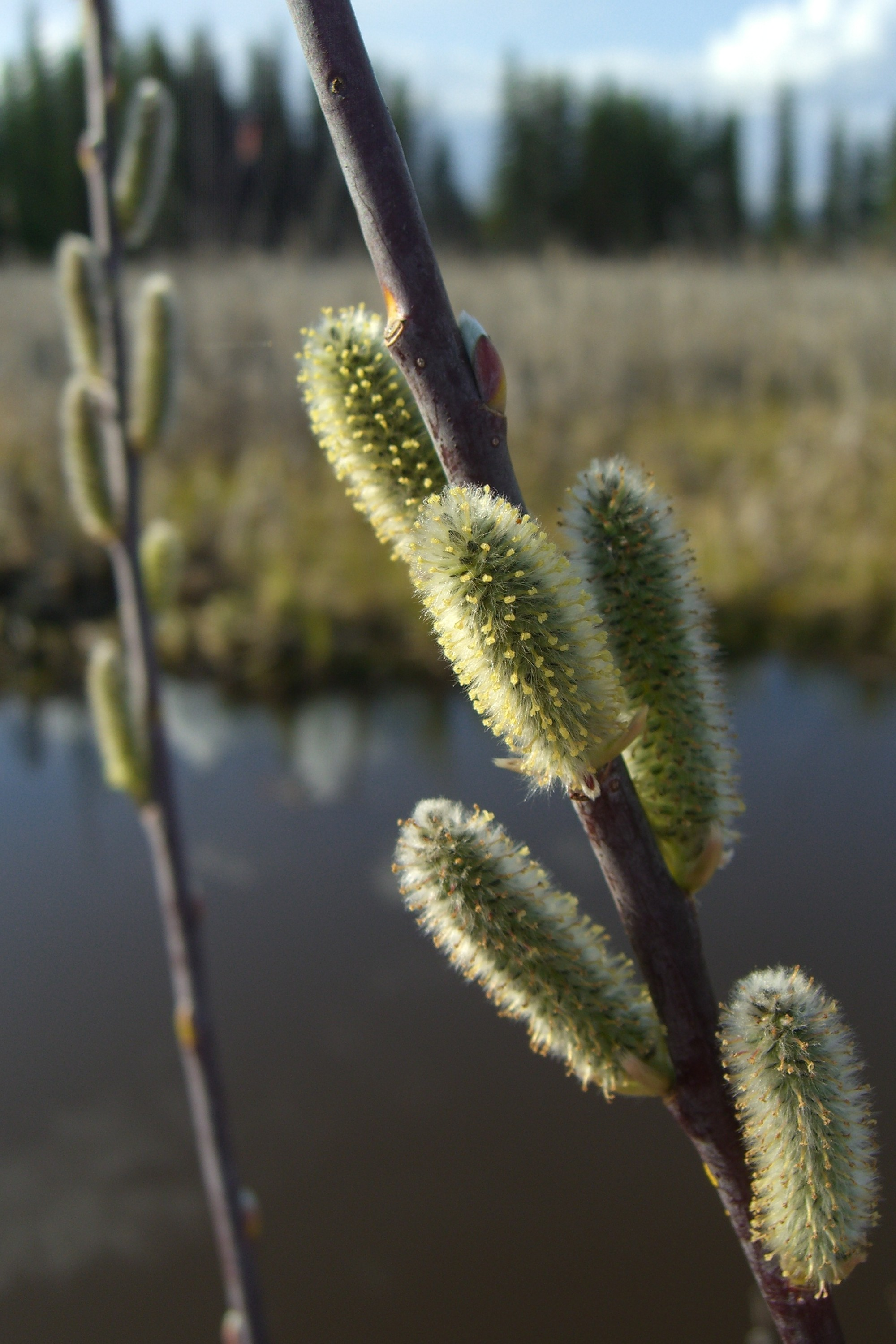